# Oarzina
Oarzina – wieś w Rumunii, w okręgu Bistrița-Năsăud, w gminie Târlișua. W 2011 roku liczyła 140 mieszkańców.